# 丹生堂本舗
株式会社丹生堂本舗（たんせいどうほんぽ）は、大阪府大阪市に本社を置く菓子メーカーである。

## 概要
1953年(昭和28年)、現社長の父 西潤一郎が「丹生堂本舗」を創業。岩おこしや「つくね」という菓子の製造を行っていた。
1956年(昭和31年)、チョコレートの製造技術を習得し、サッカーボールの柄の銀紙でチョコレートを包んだ「サッカーボールチョコ」を発売。全国でヒットした。西勝弘社長によれば、駄菓子に当たりくじを付けたのは「サッカーボールチョコ」が日本で初めてであるという。
岩おこしの製造の際に小麦のパフを入れる技術を応用して、クランチチョコレートを先駆けて開発。
「ミニプリンちゃんチョコ」をはじめとして、身近なものを再現した商品を製造している。金型に加熱したフィルムをセットし、真空状態にすることで容器を作り、チョコレートを注入して製造する。1個の製品に最大4色のチョコレートが使用できる。
金型の製作を含む製造から包装まで一貫した生産体制により、自由度の高い商品開発と短納期、低コストの生産を実現。単価の低い駄菓子では珍しく、サンリオを端緒として他社キャラクターをモチーフにした商品を展開。
2010年代以降は、OEM生産や海外輸出が伸長している。
2021年(令和3年)には、「お金の知育遊び」ができる駄菓子セット「駄菓子屋さんごっこ」を発売した。

## 沿革
- 1953年(昭和28年)、西潤一郎が大阪市生野区にて「丹生堂本舗」を創業[6]
- 1956年(昭和31年)、チョコレートの製造を開始、「サッカーボールチョコ」を発売
- 1960年(昭和35年)、ラムネ菓子の製造を開始
- 1967年(昭和42年)、本社工場を現所在地に移転
- 1974年(昭和49年)、「株式会社丹生堂本舗」を設立
- 1980年(昭和55年)、金型の自社製作技術を確立
- 1985年(昭和60年)、第二工場を大阪市生野区に開設
- 1994年(平成6年)、グミキャンディーの製造を開始、「コーラボトルグミ」を発売
- 1999年(平成11年)、「ミニプリンちゃんチョコ」を発売
- 2010年(平成22年)、他社へのOEM供給を開始
- 2011年(平成23年)、海外への輸出を開始

## 主な製品
- チョコレート
  - ミニプリンちゃんチョコ - 1999年発売
  - いちごショートチョコ
  - チョコバナナ
  - 十円玉チョコ
- グミキャンディー
  - コーラボトルグミ - 1994年発売
  - ラムネボトルグミ
- ラムネ
  - レモンラムネ - 1983年発売[2]